# Chez Krömer
Chez Krömer (franz. Bei Krömer) war eine Interview-Show mit Kurt Krömer und einem zumeist prominenten Gast, die von 2019 bis 2022 von der Probono Fernsehproduktion für den Rundfunk Berlin-Brandenburg (rbb) produziert wurde.

## Konzept
In jeder Ausgabe begrüßt Kurt Krömer einen Gast, mit dem er ein Gespräch im Berliner Dialekt führt und das einem Verhör gleicht. Der Gast wird gleichzeitig mit einer Art Personalakte und Einspielern konfrontiert. Verschiedene Kritiker haben dies als Anspielung auf die Staatssicherheit der DDR gedeutet. Das Studio ist im Stil einer abgewetzten Amtsstube mit Überwachungskameras und Einwegspiegeln gestaltet und beinhaltet eine abschließbare Tür, durch die Krömer erst unter größerem Aufwand zum Gast gelangt. Sitzt er im Nebenraum, kann Krömer durch ein Tischmikrofon mit ihm sprechen. Auf dem Tisch stehen ein DDR-Telefon (RFT Variant N) und ein Aschenbecher. Außerdem steht ein DDR-Farbfernseher (Robotron Color-Vision RC 6041) im Raum.
Bei der inhaltlichen Vorbereitung wird Krömer nach eigenen Angaben vom Produzenten der Sendung, Friedrich Küppersbusch, unterstützt. Der Umgang mit den Gästen richtet sich dabei auch nach Krömers persönlicher Einstellung zu ihnen.

## Staffeln
Die erste Staffel startete am 3. September 2019 um 22:00 Uhr im rbb Fernsehen. Nach Senderangaben verlief die erste Staffel erfolgreich und erreichte einen Marktanteil von 7,1 % (Senderdurchschnitt 6,3 %) sowie bis Anfang Januar 2020 1,3 Millionen Abrufe über verschiedene Plattformen (YouTube, Mediathek und Website). Eine zweite Staffel mit sechs weiteren Folgen wurde mit Start zum 11. Februar 2020 ausgestrahlt. Die dritte Staffel mit sechs Folgen wurde ab dem 13. Oktober 2020 ausgestrahlt. Eine vierte Staffel mit weiteren sechs Folgen wurde ab dem 22. März 2021 ausgestrahlt. Eine fünfte Staffel wurde ab dem 1. November 2021 online ausgestrahlt; die Fernsehausstrahlung begann am 2. November 2021. Für den 21. März 2022 wurde der Start einer sechsten Staffel mit sechs Folgen angekündigt. Die Ausstrahlung der siebten Staffel begann am 31. Oktober 2022 mit insgesamt sechs Folgen. Am 5. Dezember 2022 wurde bekanntgegeben, dass die Show eingestellt und die von Krömer abgebrochene Folge mit Faisal Kawusi die letzte Folge der Sendung bleiben wird.
Krömer brach die Sendung ab, nachdem er Kawusi mit verschiedenen Vorwürfen des Rassismus konfrontiert hatte, unter anderem mit einer als rassistisch wahrgenommenen Bemerkung Kawusis gegenüber der Tänzerin und Fernseh-Tanzjurorin Motsi Mabuse. Am Tag vor der Ausstrahlung des Gesprächs mit Kawusi gab Krömer bekannt, er werde die Sendung nicht fortführen, und die Folge mit Kawusi werde die letzte bleiben. Krömers Verhalten wurde von verschiedenen Journalisten kritisiert.

## Ausgaben

### Staffel 1
| Episode | Aufzeichnung  | Erstausstrahlung  | Gast               | Bemerkungen                |
| ------- | ------------- | ----------------- | ------------------ | -------------------------- |
| 1.01    | 23. Aug. 2019 | 3. Sep. 2019      | Jürgen Höller      | Motivationstrainer         |
| 1.02    | 9. Sep. 2019  | 10. Sep. 2019     | Philipp Amthor     | CDU-Politiker              |
| 1.03    | 9. Sep. 2019  | 16. Sep. 2019 (a) | Kevin Kühnert      | SPD-Politiker              |
| 1.04    | 10. Sep. 2019 | 23. Sep. 2019 (b) | Stefan Kretzschmar | ehemaliger Handballspieler |

### Staffel 2
Die Aufzeichnung der zweiten Staffel erfolgte zwischen dem 10. und 16. Februar 2020. Die erste Folge dieser Staffel wurde am selben Tag bei YouTube und in der Mediathek veröffentlicht sowie im Fernsehen ausgestrahlt. Die Folgen 2 bis 6 wurden jeweils montagabends bei YouTube und in der Mediathek veröffentlicht sowie dienstagabends im Fernsehen ausgestrahlt.
| Episode | Erstausstrahlung | Gast                    | Bemerkungen                                         |
| ------- | ---------------- | ----------------------- | --------------------------------------------------- |
| 2.01    | 11. Feb. 2020    | Sophia Thomalla         | Schauspielerin, Moderatorin und Model               |
| 2.02    | 17. Feb. 2020    | Raed Saleh              | SPD-Politiker                                       |
| 2.03    | 24. Feb. 2020    | Konstantin Kuhle        | FDP-Politiker                                       |
| 2.04    | 2. März 2020     | Sido                    | Rapper, Musikproduzent, Songwriter und Schauspieler |
| 2.05    | 9. März 2020     | Erika Steinbach         | Politikerin                                         |
| 2.06    | 16. März 2020    | Marcus Prinz von Anhalt | Kaufmann und Bordellbesitzer                        |

### Staffel 3
Die Aufzeichnung der dritten Staffel erfolgte zwischen dem 12. und 20. Oktober 2020. Die erste Folge dieser Staffel wurde am selben Tag bei YouTube und in der Mediathek veröffentlicht sowie im Fernsehen ausgestrahlt. Die Folgen 2 bis 6 wurden jeweils montagabends bei YouTube und in der Mediathek veröffentlicht sowie dienstagabends im Fernsehen ausgestrahlt.
| Episode | Erstausstrahlung | Gast             | Bemerkungen                                |
| ------- | ---------------- | ---------------- | ------------------------------------------ |
| 3.01    | 13. Okt. 2020    | Sawsan Chebli    | SPD-Politikerin                            |
| 3.02    | 19. Okt. 2020    | Günther Krause   | Ingenieur und ehemaliger Politiker         |
| 3.03    | 26. Okt. 2020    | Katja Kipping    | Politikerin der Partei Die Linke           |
| 3.04    | 2. Nov. 2020     | Boris Palmer     | Politiker der Partei Bündnis 90/Die Grünen |
| 3.05    | 9. Nov. 2020     | Jan Fleischhauer | Journalist                                 |
| 3.06    | 16. Nov. 2020    | Teddy Teclebrhan | Komiker und Schauspieler                   |

### Staffel 4
Die Aufzeichnung der vierten Staffel begann am 9. März 2021. Die Folgen wurden jeweils montagabends bei YouTube und in der Mediathek veröffentlicht sowie dienstagabends im Fernsehen ausgestrahlt.
| Episode | Erstausstrahlung | Gast               | Bemerkungen                                             |
| ------- | ---------------- | ------------------ | ------------------------------------------------------- |
| 4.01    | 22. März 2021    | Torsten Sträter    | Schriftsteller, Poetry-Slammer, Komiker und Kabarettist |
| 4.02    | 29. März 2021    | Karl Lauterbach    | SPD-Politiker, Mediziner und Gesundheitsökonom          |
| 4.03    | 5. Apr. 2021     | Frauke Petry       | Politikerin, Chemikerin und Unternehmerin               |
| 4.04    | 12. Apr. 2021    | Günther Oettinger  | CDU-Politiker                                           |
| 4.05    | 19. Apr. 2021    | Thomas Hornauer    | Unternehmer und Esoteriker                              |
| 4.06    | 26. Apr. 2021    | Kida Khodr Ramadan | Schauspieler                                            |

### Staffel 5
Eine fünfte Staffel mit weiteren sechs Folgen wurde im Oktober 2021 angekündigt, abgedreht wurden indes bis zum 19. November sieben Folgen. Sie wurden seit dem 1. November 2021 jeweils wöchentlich montagsabends um 18:00 Uhr in der Mediathek sowie bei YouTube veröffentlicht und dienstagabends um 22:15 Uhr oder etwas später im Fernsehen ausgestrahlt.
| Episode | Erstausstrahlung | Gast                          | Bemerkungen                                                     |
| ------- | ---------------- | ----------------------------- | --------------------------------------------------------------- |
| 5.01    | 1. Nov. 2021     | Benjamin von Stuckrad-Barre   | Schriftsteller, Journalist und Moderator                        |
| 5.02    | 8. Nov. 2021     | Diether Dehm                  | Musikproduzent, Liedermacher und Politiker der Partei Die Linke |
| 5.03    | 15. Nov. 2021    | Bushido                       | Rapper und Songwriter                                           |
| 5.04    | 22. Nov. 2021    | Marie-Agnes Strack-Zimmermann | FDP-Politikerin                                                 |
| 5.05    | 29. Nov. 2021    | Linda Zervakis                | Fernsehmoderatorin                                              |
| 5.06    | 6. Dez. 2021     | Jacky-Oh! Weinhaus            | Drag-Queen                                                      |
| 5.07    | 13. Dez. 2021    | Helge Schneider               | Musiker, Komiker und Schauspieler                               |

### Staffel 6
Am 21. März 2022 startete die sechste Staffel mit sechs weiteren Folgen. Die Erstausstrahlung erfolgte jeweils wöchentlich montagabends um 18:00 Uhr in der Mediathek und bei YouTube sowie dienstagabends um 22:15 Uhr im Fernsehen.
| Episode | Erstausstrahlung | Gast             | Bemerkungen                                                      |
| ------- | ---------------- | ---------------- | ---------------------------------------------------------------- |
| 6.01    | 21. März 2022    | Gregor Gysi      | Politiker der Partei Die Linke, Rechtsanwalt und Autor           |
| 6.02    | 28. März 2022    | Deniz Yücel      | Journalist, Publizist und Präsident des PEN-Zentrums Deutschland |
| 6.03    | 4. Apr. 2022     | Harald Glööckler | Modedesigner und Unternehmer                                     |
| 6.04    | 11. Apr. 2022    | Marco Buschmann  | FDP-Politiker, Bundesjustizminister                              |
| 6.05    | 18. Apr. 2022    | Nikeata Thompson | Choreografin und Tänzerin                                        |
| 6.06    | 25. Apr. 2022    | Jakob Hein       | Schriftsteller und Arzt                                          |

### Staffel 7
Die siebte Staffel mit sechs weiteren Folgen startete am 31. Oktober 2022. Die Erstausstrahlung erfolgt jeweils wöchentlich montagabends um 18:00 Uhr in der Mediathek und bei YouTube sowie dienstagabends um 22:15 Uhr im Fernsehen. Laut Senderangaben sollte eine Folge ausschließlich in der Mediathek zu sehen sein. Nicht ausgestrahlt wurde die geplante Folge mit Xatar, wobei diese Mitte November 2022 noch nicht abgedreht war.
Jan Böhmermann war zunächst angekündigt worden, erschien in der letzten Staffel jedoch nicht mehr, da er wegen Dreharbeiten verhindert gewesen sei.
| Episode | Erstausstrahlung | Gast                    | Bemerkungen                                                             |
| ------- | ---------------- | ----------------------- | ----------------------------------------------------------------------- |
| 7.01    | 31. Okt. 2022    | Jens Spahn              | Politiker (CDU), ehemaliger Bundesgesundheitsminister                   |
| 7.02    | 7. Nov. 2022     | Heinz-Christian Strache | Politiker (Ex-FPÖ, Team HC Strache), ehemaliger Vizekanzler Österreichs |
| 7.03    | 14. Nov. 2022    | Julian Reichelt         | Ehemaliger Chefredakteur der Bild                                       |
| 7.04    | 21. Nov. 2022    | Salomé Balthus          | Prostituierte, Unternehmerin, Kolumnistin und Autorin                   |
| 7.05    | 28. Nov. 2022    | Rosa von Praunheim      | Filmregisseur, Aktivist in der LGBTQ+-Szene                             |
| 7.06    | 5. Dez. 2022     | Faisal Kawusi           | Komiker                                                                 |

## Auszeichnungen
Grimme-Preis
- 2020 und 2022 in der Kategorie Unterhaltung